# Швойницкий, Алексей Владимирович
Алексей Владимирович Швойницкий (укр. Олексій Володимирович Швойницький; 28 октября 1956, Львов — 21 октября 2003, Лубны) — советский и украинский футболист, вратарь. Мастер спорта СССР (1979).
Воспитанник СКА «Карпаты» Львов, тренер Владимир Вараксин. С 1974 года — в составе львовских «Карпат». В чемпионате дебютировал 14 мая 1976 года в гостевой игре против «Динамо» Тбилиси (0:3) — вышел после перерыва и пропустил два гола. Всего в высшей лиге в 1976—1977, 1980 годах провёл 59 матчей, пропустил 69 мячей. Полуфиналист Кубка СССР 1979. Играл также за СКА «Карпаты» Львов (1982, первая лига) и во второй лиге за «Спартак» Житомир (1983), «Нефтяник» Ахтырка (1986), «Ворсклу» Полтава (1987).
За команду «Сула» Лубны играл на любительском уровне в сезонах 1985, 1988, 1993/94 и в третьей лиге Украины 1994/95.
Скончался в 2003 году в возрасте 46 лет. Осталась дочь Анна.
Старший брат Александр (1948—2007) также был футбольным вратарём. Отец Владимир работал начальником железнодорожного управления во Львове.